# Arca e Varzielas
Arca e Varzielas (oficialmente: União das Freguesias de Arca e Varzielas) é uma freguesia portuguesa do município de Oliveira de Frades, com 20,37 km² de área e 559 habitantes (censo de 2021). A sua densidade populacional é 27,4 hab./km².

## História
Foi criada aquando da reorganização administrativa de 2012/2013, resultando da agregação de Arca e Varzielas, as duas antigas freguesias situadas no exclave do concelho de Oliveira de Frades.

## Demografia
A população registada nos censos foi:
| Distribuição da População por Grupos Etários | Distribuição da População por Grupos Etários | Distribuição da População por Grupos Etários | Distribuição da População por Grupos Etários | Distribuição da População por Grupos Etários | Distribuição da População por Grupos Etários |
| -------------------------------------------- | -------------------------------------------- | -------------------------------------------- | -------------------------------------------- | -------------------------------------------- | -------------------------------------------- |
| Antes da agregação                           |                                              |                                              |                                              |                                              |                                              |
| Ano                                          | 0-14 anos                                    | 15-24 anos                                   | 25-64 anos                                   | >= 65 anos                                   | Total                                        |
| 2001                                         | 119                                          | 105                                          | 406                                          | 191                                          | 821                                          |
| 2011                                         | 91                                           | 62                                           | 350                                          | 215                                          | 718                                          |
| Após a agregação                             |                                              |                                              |                                              |                                              |                                              |
| Ano                                          | 0-14 anos                                    | 15-24 anos                                   | 25-64 anos                                   | >= 65 anos                                   | Total                                        |
| 2021                                         | 38                                           | 51                                           | 264                                          | 206                                          | 559                                          |